# Dobri (Split)
Dobri je jedna od najstarijih četvrti u gradu Splitu.
Razvio se u srednjem vijeku izvan strogih zidina srednjovjekovnoga grada, kao jedno od tadašnjih prigradskih varoša. Varoš, Dobri, Manuš i Lučac bili su prvi dijelovi Splita izvan nekadašnjega najužeg centra Grada, istovremeno su bili i sela i predgrađa.

## Etimologija
Predgrađe je dobilo ime po nepresušnom bunaru pitke i zdrave (dobre) vode koji se nalazio otprilike na mjestu današnjeg trga ispred Prime Grad. Godine 1960. prilikom kopanja temelje za prvu robnu kuću u Splitu pojavile su se obilne podzemne vode. Kada su se gradile stambene zgrade Jelaska i Vidović (srušena u bombardiranju 1944.) zameo se trag drevnom zdencu.

## Povijest
Na području današnjeg trga nalazila se lokva ozidana klesanim kamenjem koja je nasuta početkom 80-ih godina 19. stoljeća. Godine 1723. izgrađen je hospicij sv. Marije koji su osnovali sinjski redovnici franjevačke Provincije Presvetoga Otkupitelja, da bi 1735. osnovali manji samostan. Kasnije je samostan proširivan i nadograđivan, a 1846. godine podignut je zvonik.
Pobožnost puka srednjovjekovnog Splita bila je vrlo velika. Silno je bilo štovanje Majke Božje. Za vrijeme više kuge, od kojih su neke istrijebile više od polovice stanovništva Splita - u tadašnjem predgrađu Dobri nitko nije obolio, niti umro od kuge. Čudo se pripisivalo Gospi. Zato je crkva posvećena Gospi od Zdravlja. Godine 1936. stara je crkva porušena, da bi se izgradila nova monumentalna u kojoj je dubrovački slikar Ivo Dulčić naslikao najveću hrvatsku sakralnu fresku Krist Kralj.
Početkom 20. stoljeća predgrađe Dobri obuhvaćalo je predio od zgrade HNK-a do Lovreta te od Starog placa do samostana isusovaca. Na tom rijetko naseljenom području od davnina bili su vrtovi, vinogradi i voćnjaci bogatijih splitskih obitelji, poneki ljetnikovac i rijetke skromne kuće težaka.
Dobri je razvojem Splita postao dio najužeg centra. Na južnom dijelu graniči s Gradom, na zapadu susjed mu je Varoš. Sjeverno su Lokve i Skalice, a na istoku Manuš. U današnjoj upravnoj podjeli Splita uklopljen je u kotar Grad.